# Cmentarz żydowski w Opatowie
Cmentarz żydowski w Opatowie – kirkut został założony w XVI wieku. Mieścił się przy ul. Kopernika. Był ogrodzony. Obok nekropolii stał dom przedpogrzebowy. W czasie II wojny światowej został zniszczony przez hitlerowców. Obecnie na jego miejscu znajduje się tablica pamiątkowa oraz lapidarium, w które wmurowano około 30 ocalonych nagrobków i ich fragmentów. Część cmentarza została zajęta pod zabudowę.
Lapidarium zostało wpisane do rejestru zabytków nieruchomych (nr rej.: A.532 z 22.04.1991).